# Rugby în VII la Jocurile Olimpice de vară din 2024

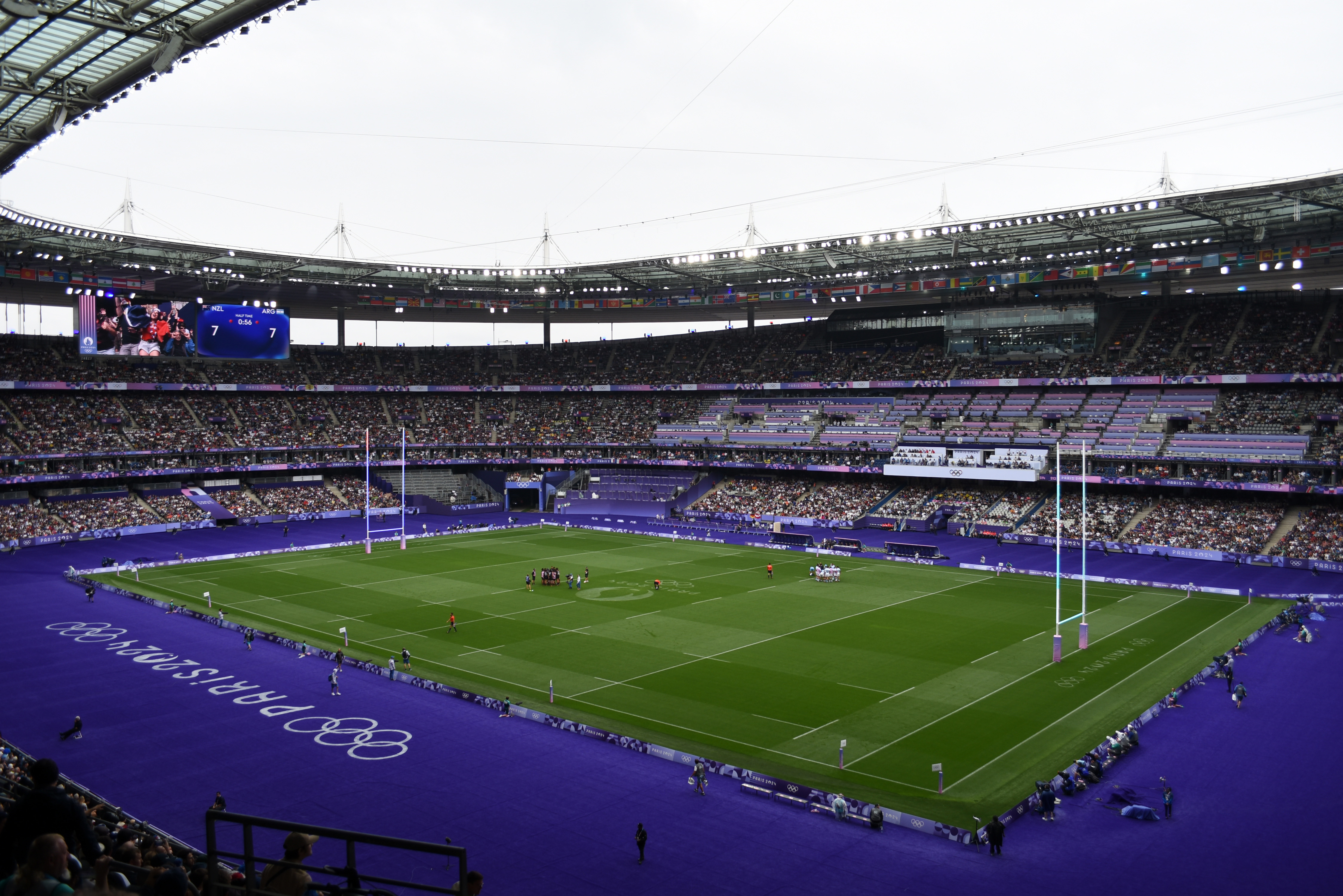
Noua Zeelandă - Argentina pe Stade de France

Probele sportive de rugby în șapte la Jocurile Olimpice de vară din 2024 s-au desfășurat în perioada 24-30 iulie 2024 pe Stade de France din Paris. Pentru prima dată, meciurile de rugby în șapte au începet cu două zile înainte de ceremonia de deschidere, cu meciurile din grupe și sferturile de finală în turneul masculin. Competiția a luat o pauză pentru ceremonia de deschidere din 26 iulie, înainte ca echipele medaliate să fie prezentate oficial o zi mai târziu. Turneul feminin a avut loc între 28 și 30 iulie, culminând cu meciurile pentru medaliile de aur și de bronz.

## Medaliați
| Event            | Aur | Argint | Bronz |
| Masculin Detalii | Franța · Varian Pasquet · Andy Timo · Rayan Rebbadj · Théo Forner · Stephen Parez · Paulin Riva · Jefferson-Lee Joseph · Antoine Zeghdar · Aaron Grandidier Nkanang · Jean-Pascal Barraque · Antoine Dupont · Jordan Sepho · Nelson Epee | Fiji · Joji Nasova · Joseva Talacolo · Jeremia Matana · Sevuloni Mocenacagi · Iosefo Masi · Ponepati Loganimasi · Terio Veilawa · Waisea Nacuqu · Jerry Tuwai · Iowane Teba · Kaminieli Rasaku · Selestino Ravutaumada · Josaia Raisuqe · Filipe Sauturaga       | Africa de Sud · Christie Grobbelaar · Ryan Oosthuizen · Impi Visser · Zain Davids · Quewin Nortje · Tiaan Pretorius · Tristan Leyds · Selvyn Davids · Shaun Williams · Rosko Specman · Siviwe Soyizwapi · Shilton van Wyk · Ronald Brown |
| Feminin Detalii  | Noua Zeelandă · Michaela Blyde · Jazmin Felix-Hotham · Sarah Hirini · Tyla King · Jorja Miller · Manaia Nuku · Mahina Paul · Risaleeana Pouri-Lane · Alena Saili · Theresa Setefano · Stacey Waaka · Portia Woodman-Wickliffe            | Canada · Caroline Crossley · Olivia Apps · Alysha Corrigan · Asia Hogan-Rochester · Chloe Daniels · Charity Williams · Florence Symonds · Carissa Norsten · Krissy Scurfield · Fancy Bermudez · Piper Logan · Keyara Wardley · Taylor Perry · Shalaya Valenzuela | Statele Unite ale Americii · Alev Kelter · Lauren Doyle · Kayla Canett · Kristi Kirshe · Ilona Maher · Ariana Ramsey · Naya Tapper · Alena Olsen · Alex Sedrick · Sammy Sullivan · Sarah Levy · Stephanie Rovetti                        |

## Clasament pe medalii
| Loc    | Țară                       | Aur | Argint | Bronz | Total |
| ------ | -------------------------- | --- | ------ | ----- | ----- |
| 1      | Franța                     | 1   | 0      | 0     | 1     |
| 1      | Noua Zeelandă              | 1   | 0      | 0     | 1     |
| 2      | Fiji                       | 0   | 1      | 0     | 1     |
| 2      | Canada                     | 0   | 1      | 0     | 1     |
| 3      | Africa de Sud              | 0   | 0      | 1     | 1     |
| 3      | Statele Unite ale Americii | 0   | 0      | 1     | 1     |
| Gesamt | Gesamt                     | 2   | 2      | 2     | 6     |